# Bronisław Baczko

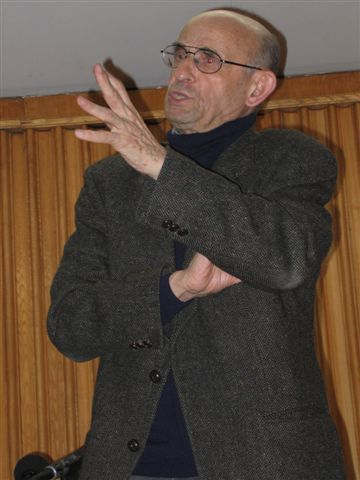
Bronisław Baczko (2005)

Bronisław Baczko (* 13. Juni 1924 in Warschau, Polen; † 29. August 2016 ebenda) war ein Philosoph, Historiker und Autor polnischer Abstammung, der zuletzt Schweizer Bürger war.

## Leben
Baczko schloss die Universität Warschau 1957 mit dem Dr. phil. ab, nachdem er dort bereits 1953 die Licence des lettres erworben hatte. Er war erst Assistent und später Professor an der Philosophischen Fakultät der Warschauer Universität in der Zeit von 1952 bis 1968. In diesen Jahren bestimmte er das Denken einer ganzen Generation marxistischer Intellektueller Polens wie Leszek Kołakowski oder Adam Schaff, der sogenannten Warschauer Schule. Aus politischen Gründen wurde er im Zusammenhang mit den März-Unruhen 1968 in Polen entlassen.
In der Folge ging Baczko ins Exil, zuerst nach Frankreich, wo er von 1969 bis 1973 an der Philosophischen Fakultät der Universität Clermont-Ferrand lehrte. Seit 1974 war er Ausserplanmäßiger Professor für Geistesgeschichte und Geschichte an der Universität Genf und wurde dort 1977 bis zu seiner Emeritierung 1989 ordentlicher Professor. Seit diesem Jahr war er Ehrenprofessor der Universität Genf. 1990 hatte er eine Gastprofessur am Collège de France inne. Seine Forschungen und Veröffentlichungen seit der Zeit seines Exils befassten sich auch mit der Aufklärung und der Französischen Revolution.

## Mitgliedschaften
- Mitglied am Institut International de Philosophie
- Vorstandsmitglied der Société Jean-Jacques Rousseau
- Vorstandsmitglied der Rencontres internationales de Genève (RIG)
- Mitglied der Accademia delle Scienze di Torino, der Akademie der Wissenschaften in Turin, Italien

## Ehrungen und Preise
- 1981: Dr. h.c. der Université des Sciences Humaines, Straßburg, heute wieder Universität Straßburg genannt
- 1999: Dr. h. c. der Universität Tours, Frankreich
- 2011: Balzan-Preis für seine Arbeiten über die Zeit der Aufklärung[1]

Sein Buch Hiob ...  wurde für den polnischen Literaturpreis Nike nominiert.

## Veröffentlichungen
- O poglądach filozoficznych i społeczno-poitycznych Tadeusza Kotarbińskiego, Kziążka i Wiedza, Warschau 1951.
- Filozofia francuskiego oświecenia. Wydawnictwo Naukowe PWN, Warschau 1961.
- Rousseau: samotność i wspólnota. Wydawnictwo Naukowe PWN, Warschau 1964.
  - deutsch von Edda Werfel: Rousseau: Einsamkeit und Gemeinschaft. Europa-Verlag, Wien / Frankfurt am Main / Zürich 1970.
- als Herausgeber: Filozofia i socjologia XX wieku. 2 Bände. Wiedza Powszechna, Warschau 1965.
- Człowiek i światopoglądy. Wydawnictwo Naukowe PWN, Warschau 1965.
- Filozofia polska. Wiedza Powszechna, Warschau 1967.
- Weltanschauung, Metaphysik, Entfremdung: Philosophische Versuche. Suhrkamp, Frankfurt am Main 1969.
- Hegel a Rousseau
  - deutsch von Anne-Marie Griese: Hegel versus Rousseau. Universität Bremen, Bibliothek; Bremen 1977.
- Lumières de l'utopie. Payot, Paris 1978.
- Une éducation pour la démocratie. Textes et projets de l'époque révolutionnaire. Garnier 1982.
- Les imaginaires sociaux: mémoire et espoirs collectifs. Payot, Paris 1984.
- Comment sortir de la terreur. Thermidor et la Révolution. Gallimard, Paris 1989, ISBN 2-0707-1549-3.
- Job, mon ami. Promesse du bonheur et fatalité du mal. Gallimard, Paris 1997, ISBN 2-0707-4804-9.
  - in polnischer Sprache: Hiob, mój przyjaciel: obietnice szczęścia i nieuchronność zła. Wydawnictwo Naukowe PWN Warschau 2001.
- Politiques de la Révolution française. Gallimard, Paris 2008, ISBN 978-2-070356553.

Festschrift:
- Michel Perrelt, François Rasset: Le Jardin de l'esprit: textes offerts à Bronisław Baczko. Droz, Genf 1995.